# Місто — наше

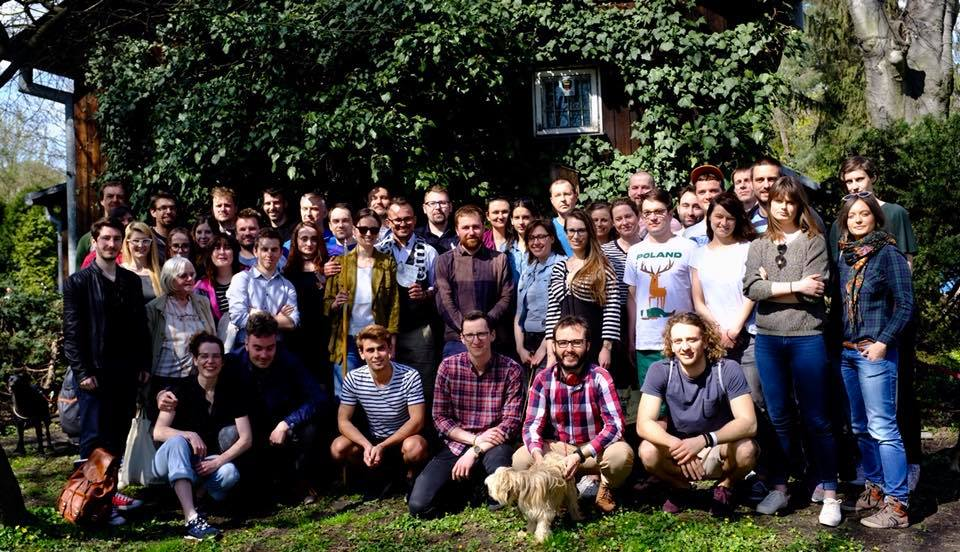
Члени MJN, 2018

Місто — наше (пол. Miasto Jest Nasze, MJN) — варшавський міський рух заснований в жовтні 2013 року.

## Організація
До складу організації входять понад 250 міських активістів, які працюють в 12 районах Варшави. Рух виник на хвилі опозиції по відношенню до чинної політики мера Варшави Ганни Гронкевич-Вальц. Діяльність організації фокусується на таких проблемах як міський транспорт, охорона навколишнього середовища (особливо проблема смогу), порядок функціонування міського середовища, реприватизація нерухомості, соціальна залученість населення в проблеми міста, сталий розвиток міста, джентрифікації, а також соціальне виключення і маргіналізація окремих прошарків суспільства. Серед використовуваних методів ведення роботи є моніторинг та виявлення порушень в діяльності міських можновладців, внесення пропозицій щодо поліпшення функціонування міста, участь в консультаціях в якості соціальних представників на рівнях місцевого самоврядування і парламенту, гепенінги, а також друк власної періодики.
Перші дії MJN були пов'язані з кампанією з закликом взяти участь в голосуванні на референдумі в 2013 році про відставку мера Варшави Ганни Гронкевич-Вальц і захисту від закриття культового кінотеатру "Феміна". Загальнонаціональну увагу до дій MJN принесло викриття організацією резонансних порушень, пов'язаних з реприватизацією майна в Варшаві (особливо під час так званого реприватизаційного скандалу), а в подальшому також проблема смогу.
У виборах до місцевого самоврядування в 2014 році від організації в 3 районних радах Варшави пройшли 7 представників. У 2018 році в рамках загальноміської коаліції міських рухів в 7 районах Варшави пройшли 22 представники, представники міських рухів також стали заступниками голів в трьох районах міста (Вавер, Жолібож, Охота). Кандидат в мери Юстина Глусман зайняла посаду директора-координатора в департаменті з питань сталого розвитку та зелені міста Варшави.